# Galland Books
Galland Books és una editorial de Valladolid assídua a treure al mercat llibres militaristes i franquistes. El nom de l'editorial Galland Books es refereix a Adolf Galland, comandant d'aviació nazi de la Luftwaffe que va destacar-se en la participació durant la Guerra Civil Espanyola a la Legió Còndor juntament amb 20.000 soldats alemanys més que Adolf Hitler va enviar a les ordres de Francisco Franco per combatre la Segona República Espanyola.